# Tell Rochat
Pour les articles homonymes, voir Rochat.
Tell Rochat, né le 9 janvier 1898 au Pont et mort le 16 novembre 1939 à Lausanne, est un peintre suisse. 
Connu pour ses paysages, portraits et scènes rurales, son œuvre est marquée par une profonde sensibilité à la lumière et un attachement à la nature jurassienne[source insuffisante].

## Biographie
Tell Rochat naît le 9 janvier 1898 au Pont, plus précisément aux Places, dans la Vallée de Joux (canton de Vaud) au sein d'une famille de modestes paysans. Dès son enfance, il partage son temps entre les travaux agricoles et le bûcheronnage dans les forêts voisines[source insuffisante]. C'est à l'âge de 16 ans qu'il commence à s'initier à la peinture, construisant lui-même ses châssis et toiles[source insuffisante].
En 1924, il rejoint l'Académie Loup à Lausanne pour se former à la peinture[source insuffisante]. Il poursuit ensuite son apprentissage à Paris sous la direction de Paul Albert Laurens et d'André Lhote. En parallèle, il étudie la gravure sur bois avec Constant Le Breton[source insuffisante]. Ses séjours à Paris, ainsi que ses voyages à travers l'Europe (Espagne, Italie, Pays-Bas), enrichissent son style, qui évolue vers un néo-impressionnisme sensible à la lumière et aux couleurs. L'influence de maîtres comme Rembrandt, Frans Hals, et Vélasquez se reflète dans ses compositions, tandis que ses voyages lui permettent de capturer la diversité des paysages européens dans ses œuvres,.
Atteint de diabète, Tell Rochat est contraint de réduire ses activités et s'installe en 1933 à Villars-sous-Yens, où il continue de peindre jusqu'à sa mort en 1939. Durant cette période, il réalise plusieurs expositions, notamment à Lausanne et dans sa région natale, qui rencontrent un certain succès,.

## Œuvre
Tell Rochat a laissé derrière lui un corpus de plus de 700 œuvres, incluant des huiles, des aquarelles, des dessins, et quelques sculptures. Son œuvre est particulièrement reconnue pour ses paysages de la Vallée de Joux, ainsi que pour ses scènes de moissons et ses portraits. Rochat est surtout apprécié pour son approche néo-impressionniste, caractérisée par une grande attention à la lumière et aux contrastes de couleurs, qu'il applique notamment à la représentation de paysages jurassiens. Une de ses œuvres notables, Paysage du Jura sous la tempête, illustre cette sensibilité particulière. Cette toile, récemment vendue aux enchères, témoigne de l'intérêt continu pour ses œuvres, bien que sa notoriété reste principalement locale[source insuffisante],[source insuffisante].
En 2017, des membres de sa famille donnent un certain nombre d'œuvres et archives à la Fondation Ateliers d'artiste.

## Expositions
Tell Rochat a participé à de nombreuses expositions, tant en Suisse qu'à l'étranger. Ses œuvres ont été exposées au Pont (1927, 1928, 1931), à Lausanne (1930, 1931, 1938), ainsi qu'à des expositions fédérales et au Salon Rhodanien à Genève,.